# Mathieu Hermans
Mathieu Hermans (Goirle, 9 de janeiro de 1963) é um ex-ciclista holandês, que foi profissional entre 1985 e 1993. Terminou em último lugar no Tour de France 1987 e 1989.
Hermans admitiu ter usado EPO durante a sua carreira.